# Pasinan (Lekok)
Pasinan is een bestuurslaag in het regentschap Pasuruan van de provincie Oost-Java, Indonesië. Pasinan telt 8533 inwoners (volkstelling 2010).